# Lithobates taylori
Lithobates taylori är en groddjursart som först beskrevs av Smith 1959.  Lithobates taylori ingår i släktet Lithobates och familjen egentliga grodor. IUCN kategoriserar arten globalt som livskraftig. Inga underarter finns listade i Catalogue of Life.